# Stehags kyrkby
Stehags kyrkby är kyrkbyn i Stehags socken i Skåne, belägen cirka 1,5 kilometer öster om tätorten Stehag.
På 1300-talet skrevs Stehag Stoodhaugæ, vilket betyder stohagen.
Stehags kyrka byggdes runt 1100-talet.